# La Chapelle (Sena-Saint Denis)
La Chapelle era una comuna francesa que estaba situada en el departamento de Sena-Saint Denis, de la región de Isla de Francia, que en 1859 pasó a formar parte de las comunas de París y Saint-Denis.

## Demografía
| Gráfica de evolución demográfica de La Chapelle entre 1800 y 1856 |
|                                                                   |

Los datos demográficos contemplados en este gráfico se han cogido de la página francesa EHESS/Cassini.